# Парламентские выборы во Франции (1945)
Парламентские выборы во Франции состоялись 21 октября 1945 года. Было избрано Учредительное собрание для выработки конституции, и одновременно состоялся референдум о его полномочиях. Подавляющее большинство избирателей (более 96 %) высказалось за созыв Учредительного собрания. Оно должно было разработать конституцию, сформировать правительство и осуществлять функции парламента вплоть до вступления конституции в силу.

## Результаты

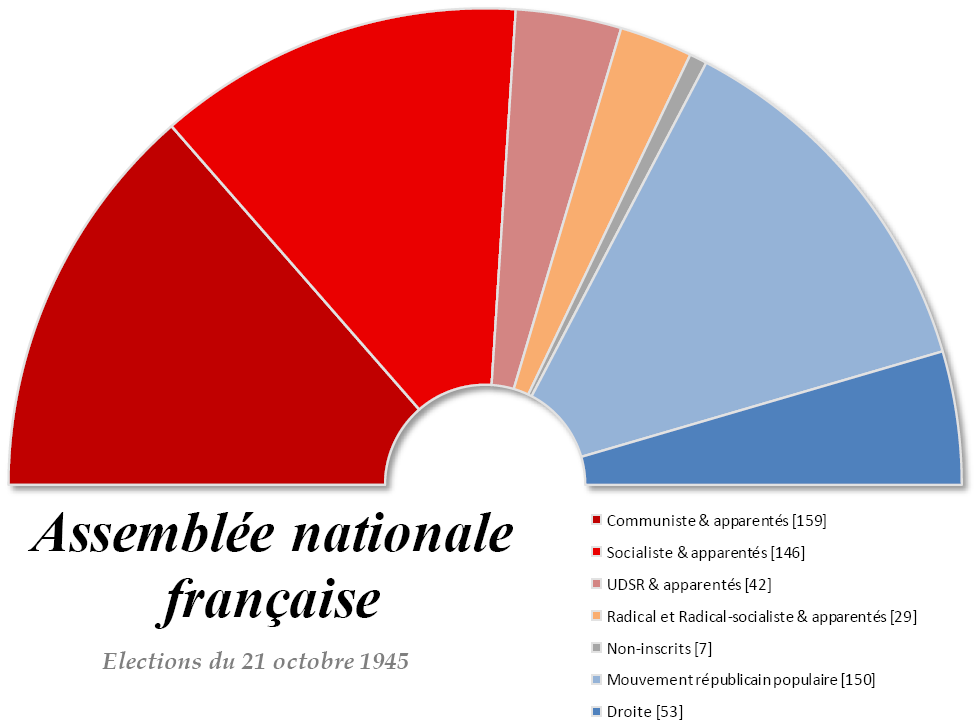
Национальное собрание Франции, 21 октября 1945

| Партия                                            | % голосов | Места |
| ------------------------------------------------- | --------- | ----- |
| Французская коммунистическая партия (PCF)         | 26.2%     | 161   |
| Французская секция Рабочего Интернационала (SFIO) | 23.4%     | 150   |
| Народно-республиканское движение (MRP)            | 23.9%     | 150   |
| Национальный центр независимых (Républicains)     | 15.6%     | 64    |
| Радикальная партия (Radicaux)                     | 10.5%     | 57    |
| Прочие                                            | 0.1%      | 4     |
| Всего                                             | 100%      | 586   |